# Marc Ferrère
Pour les personnes ayant le même patronyme, voir Ferrère (homonymie).
Marc Ferrère (1674-1758) est un sculpteur de la première moitié du XVIIIe siècle. Il réalise du mobilier baroque pour des églises des Hautes-Pyrénées.
Il est fils de Jean I Ferrère, établi à Asté. Il s'est formé à Versailles et à Paris.
Ses fils, Jean II Ferrère et Dominique Ferrère, poursuivent son activité. Jean II reste à Asté tandis que Dominique s'installe à Tarbes.
Marc Ferrère meurt à Asté le 7 mars 1758.

## Œuvres

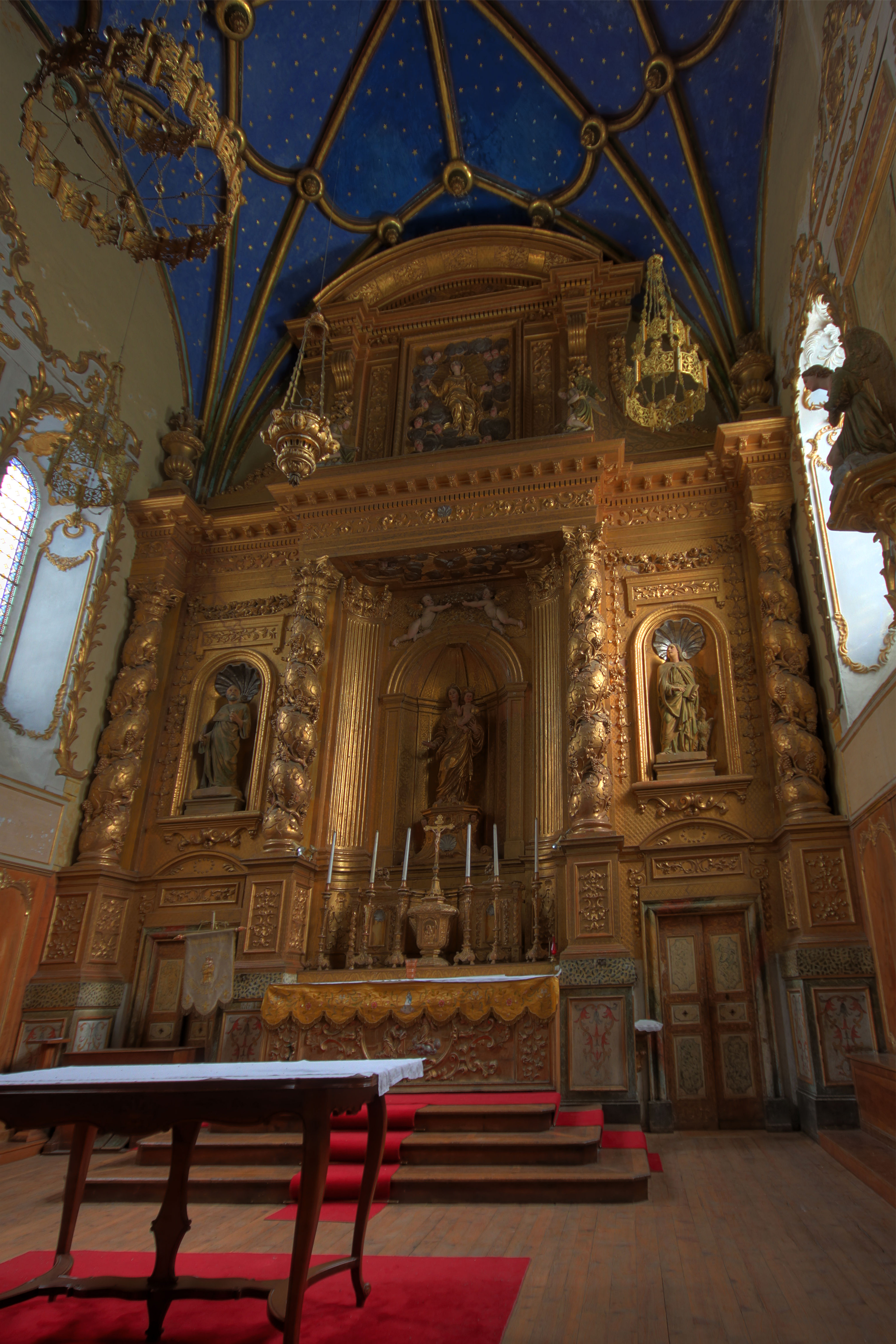
Chapelle Notre-Dame de Pouey-Laün : retable attribué à Marc Ferrère.

- Retable Notre Dame des Cinq Plaies et de la Vierge à l'Enfant de l'église Saint-Jean-Baptiste de Montréjeau,
- Retable de l'église Saint-Michel de Montaner,
- Retable de la Chapelle Notre-Dame de Pouey-Laün,
- Retable de l'église Saint-Jean-Baptiste de Campan,
- Retable de l'église Notre-Dame-de-l'Assomption de   Bordères,
- Retable de l'église Saint-Blaise, Saint-Martin d'Ancizan,
- Retable et tabernacle de l'église Saint-Martin de Beaudéan,
- Retable de l'église Saint-Julien de Gerde,
- Tabernacle de l'église Saint-Martin d'Orignac,
- Chaire de la collégiale d'Ibos,
- Retable de l'église Notre-Dame-de-l'Assomption de Paréac

## Musée
- La Maison des Ferrère et du Baroque Pyrénéen, installée au centre d'Asté en face de l'église, retrace l'histoire des Ferrère et, plus généralement, celle de l'art baroque local.